# 木下彰
木下 彰（きのした あきら、1903年6月6日 - 1982年3月28日）は、日本の経済学者。
和歌山県出身。1929年東北帝国大学法文学部経済科卒。1951年「商業的農業論 典型的商業的農業としての柑橘業の分析的研究」で東北大学経済学博士。1930年東北帝大助手、1933年講師、1935年助教授、1942年教授、東北大学経済学部教授、1956年経済学部長、1967年定年退官、名誉教授、長野経済短期大学学長、長野中央学園理事長、東北福祉大学教授。1973年勲二等瑞宝章受勲。1981年「名子遺制の構造とその崩壊」で日本学士院賞受賞。経済政策,農業経済学を専攻。

## 著書
- 『日本農業問題の所在』東京大學新聞社出版部 1948
- 『日本農業構造論』日本評論社 1949
- 『名子遺制の構造とその崩壊 農村における封建的労働の構造分析』御茶の水書房 1979

共編
- 『講要経済学』共編 日本評論新社 1957